# A Dél-afrikai Köztársaság a 2013-as úszó-világbajnokságon
A Dél-afrikai Köztársaság 58 sportolóval vett részt a 2013-as úszó-világbajnokságon, akik minden versenyszámban indultak.

## Érmesek
| Érem      | Versenyző             | Versenyszám | Versenyszám                     | Dátum      |
| --------- | --------------------- | ----------- | ------------------------------- | ---------- |
| Aranyérem | Chad le Clos          | Úszás       | férfi 200 métetes pillangóúszás | július 31. |
| Aranyérem | Cameron van der Burgh | Úszás       | férfi 50 métetes mellúszás      | július 31. |
| Aranyérem | Chad le Clos          | Úszás       | férfi 100 métetes pillangóúszás | 3 August   |
| Ezüstérem | Cameron van der Burgh | Úszás       | férfi 100 métetes mellúszás     | július 29. |
| Bronzérem | Giulio Zorzi          | Úszás       | férfi 50 métetes mellúszás      | július 31. |

## Műugrás
Férfi
| Versenyző          | Verseny           | Selejtező | Selejtező | Elődöntő | Elődöntő | Döntő             | Döntő             |
| Versenyző          | Verseny           | Pont      | Helyezés  | Pont     | Helyezés | Pont              | Helyezés          |
| ------------------ | ----------------- | --------- | --------- | -------- | -------- | ----------------- | ----------------- |
| Addy van der Sluys | 1 méteres műugrás | 239.15    | 41        |          |          | Nem jutott tovább | Nem jutott tovább |

Női
| Versenyző(k)                | Verseny                 | Selejtező | Selejtező | Elődöntő          | Elődöntő          | Döntő               | Döntő               |
| Versenyző(k)                | Verseny                 | Pont      | Helyezés  | Pont              | Helyezés          | Pont                | Helyezés            |
| --------------------------- | ----------------------- | --------- | --------- | ----------------- | ----------------- | ------------------- | ------------------- |
| Nicole Gillis               | 1 méteres műugrás       | 198.70    | 35        |                   |                   | Nem jutott tovább   | Nem jutott tovább   |
| Julia Vincent               | 1 méteres műugrás       | 222.40    | 20        |                   |                   | Nem jutott tovább   | Nem jutott tovább   |
| Nicole Gillis               | 3 méteres műugrás       | 235.80    | 25        | Nem jutott tovább | Nem jutott tovább | Nem jutott tovább   | Nem jutott tovább   |
| Julia Vincent               | 3 méteres műugrás       | 215.75    | 32        | Nem jutott tovább | Nem jutott tovább | Nem jutott tovább   | Nem jutott tovább   |
| Jaimee Gundry               | 10 méteres toronyugrás  | 248.95    | 27        | Nem jutott tovább | Nem jutott tovább | Nem jutott tovább   | Nem jutott tovább   |
| Nicole Gillis Julia Vincent | 3 méteres szinkronugrás | 241.38    | 16        |                   |                   | Nem jutottak tovább | Nem jutottak tovább |

## Hosszútávúszás
Férfi
| Versenyző        | Verseny | Idő       | Helyezés |
| ---------------- | ------- | --------- | -------- |
| Chad Ho          | 5 km    | 53:33.7   | 4        |
| Chad Ho          | 10 km   | 1:49:26.3 | 8        |
| Daniel Marais    | 5 km    | 53:51.0   | 27       |
| Troyden Prinsloo | 10 km   | 1:51:48.0 | 51       |
| Troyden Prinsloo | 25 km   | 5:03:19.8 | 28       |

Női
| Versenyző       | Verseny | Idő           | Helyezés      |
| --------------- | ------- | ------------- | ------------- |
| Clarice Le Roux | 10 km   | 2:15:35.7     | 46            |
| Kyna Pereira    | 5 km    | 57:30.8       | 25            |
| Michelle Weber  | 5 km    | Nem ért célba | Nem ért célba |
| Michelle Weber  | 10 km   | Nem indult    | Nem indult    |

Csapat
| Versenyzők                            | Verseny | Idő     | Helyezés |
| ------------------------------------- | ------- | ------- | -------- |
| Chad Ho Daniel Marais Clarice Le Roux | Csapat  | 56:34.7 | 11       |

## Úszás
Férfi
| Versenyző(k)                                                     | Verseny                      | Selejtező  | Selejtező  | Elődöntő          | Elődöntő          | Döntő               | Döntő               |
| Versenyző(k)                                                     | Verseny                      | Idő        | Helyezés   | Idő               | Helyezés          | Idő                 | Helyezés            |
| ---------------------------------------------------------------- | ---------------------------- | ---------- | ---------- | ----------------- | ----------------- | ------------------- | ------------------- |
| Devon Myles Brown                                                | 400 méteres gyorsúszás       | 3:47.17    | 5 Q        |                   |                   | 3:48.40             | =6                  |
| Devon Myles Brown                                                | 800 méteres gyorsúszás       | 7:57.69    | 16         |                   |                   | Nem jutott tovább   | Nem jutott tovább   |
| Devon Myles Brown                                                | 1500 méteres gyorsúszás      | 15:14.51   | 17         |                   |                   | Nem jutott tovább   | Nem jutott tovább   |
| Chad le Clos                                                     | 50 méteres pillangóúszás     | 23.76      | 23         | Nem jutott tovább | Nem jutott tovább | Nem jutott tovább   | Nem jutott tovább   |
| Chad le Clos                                                     | 100 méteres pillangóúszás    | 51.88      | 2 Q        | 51.52             | 2 Q               | 51.06 NR            | Aranyérem           |
| Chad le Clos                                                     | 200 méteres pillangóúszás    | 1:56.21    | 2 Q        | 1:55.33           | 1 Q               | 1:54.32             | Aranyérem           |
| Michael Meyer                                                    | 200 méteres vegyesúszás      | 2:01.96    | 26         | Nem jutott tovább | Nem jutott tovább | Nem jutott tovább   | Nem jutott tovább   |
| Michael Meyer                                                    | 400 méteres vegyesúszás      | 4:21.17    | 17         |                   |                   | Nem jutott tovább   | Nem jutott tovább   |
| Darren Murray                                                    | 100 méteres hátúszás         | 54.64      | 15 Q       | 55.02             | 16                | Nem jutott tovább   | Nem jutott tovább   |
| Darren Murray                                                    | 200 méteres hátúszás         | 1:59.19    | 16 Q       | 2:02.12           | 16                | Nem jutott tovább   | Nem jutott tovább   |
| Roland Schoeman                                                  | 50 méteres gyorsúszás        | 22.04      | 11 Q       | 21.67 =AF         | 7 Q               | 21.85               | 7                   |
| Roland Schoeman                                                  | 50 méteres pillangóúszás     | 23.02      | 1 Q        | 23.25             | 10                | Nem jutott tovább   | Nem jutott tovább   |
| Leith Shankland                                                  | 100 méteres gyorsúszás       | 50.21      | 34         | Nem jutott tovább | Nem jutott tovább | Nem jutott tovább   | Nem jutott tovább   |
| Leith Shankland                                                  | 200 méteres gyorsúszás       | Nem indult | Nem indult | Nem jutott tovább | Nem jutott tovább | Nem jutott tovább   | Nem jutott tovább   |
| Cameron van der Burgh                                            | 50 méteres mellúszás         | 26.78      | 1 Q        | 26.81             | 1 Q               | 26.77               | Aranyérem           |
| Cameron van der Burgh                                            | 100 méteres mellúszás        | 1:00.02    | 7 Q        | 59.78             | =2 Q              | 58.97               | Ezüstérem           |
| Gerhard Zandberg                                                 | 50 méteres hátúszás          | 24.85      | 4 Q        | 25.24             | 13                | Nem jutott tovább   | Nem jutott tovább   |
| Giulio Zorzi                                                     | 50 méteres mellúszás         | 27.37      | 6 Q        | 27.44             | 8 Q               | 27.04               | Bronzérem           |
| Devon Myles Brown Chad le Clos Leith Shankland Roland Schoeman   | 4 × 100 méteres gyorsváltó   | 3:17.91    | 11         |                   |                   | Nem jutottak tovább | Nem jutottak tovább |
| Chad le Clos Darren Murray Leith Shankland Cameron van der Burgh | 4 × 100 méteres vegyes váltó | 3:36.22    | 11         |                   |                   | Nem jutottak tovább | Nem jutottak tovább |

Női
| Versenyző(k)                                                          | Verseny                      | Selejtező | Selejtező | Elődöntő          | Elődöntő          | Döntő               | Döntő               |
| Versenyző(k)                                                          | Verseny                      | Idő       | Helyezés  | Idő               | Helyezés          | Idő                 | Helyezés            |
| --------------------------------------------------------------------- | ---------------------------- | --------- | --------- | ----------------- | ----------------- | ------------------- | ------------------- |
| Jessica Ashley-Cooper                                                 | 50 méteres hátúszás          | 29.08     | =25       | Nem jutott tovább | Nem jutott tovább | Nem jutott tovább   | Nem jutott tovább   |
| Marne Erasmus                                                         | 100 méteres pillangóúszás    | 1:00.73   | 30        | Nem jutott tovább | Nem jutott tovább | Nem jutott tovább   | Nem jutott tovább   |
| Trudi Maree                                                           | 50 méteres gyorsúszás        | 26.02     | 33        | Nem jutott tovább | Nem jutott tovább | Nem jutott tovább   | Nem jutott tovább   |
| Trudi Maree                                                           | 50 méteres pillangóúszás     | 27.40     | 32        | Nem jutott tovább | Nem jutott tovább | Nem jutott tovább   | Nem jutott tovább   |
| Tara-Lynn Nicholas                                                    | 50 méteres mellúszás         | 33.04     | 45        | Nem jutott tovább | Nem jutott tovább | Nem jutott tovább   | Nem jutott tovább   |
| Tara-Lynn Nicholas                                                    | 100 méteres mellúszás        | 1:10.22   | 31        | Nem jutott tovább | Nem jutott tovább | Nem jutott tovább   | Nem jutott tovább   |
| Tara-Lynn Nicholas                                                    | 200 méteres mellúszás        | 2:34.41   | 31        | Nem jutott tovább | Nem jutott tovább | Nem jutott tovább   | Nem jutott tovább   |
| Kyna Pereira                                                          | 400 méteres gyorsúszás       | 4:19.66   | 25        |                   |                   | Nem jutott tovább   | Nem jutott tovább   |
| Kyna Pereira                                                          | 800 méteres gyorsúszás       | 8:54.10   | 28        |                   |                   | Nem jutott tovább   | Nem jutott tovább   |
| Karin Prinsloo                                                        | 100 méteres gyorsúszás       | 55.05     | 16 Q      | 55.00             | 14                | Nem jutott tovább   | Nem jutott tovább   |
| Karin Prinsloo                                                        | 200 méteres gyorsúszás       | 1:59.15   | 19        | Nem jutott tovább | Nem jutott tovább | Nem jutott tovább   | Nem jutott tovább   |
| Karin Prinsloo                                                        | 100 méteres hátúszás         | 1:01.25   | 16 Q      | 1:01.05           | 13                | nem jutott tovább   | nem jutott tovább   |
| Karin Prinsloo                                                        | 200 méteres hátúszás         | 2:10.71   | 11 Q      | 2:10.04           | 10                | Nem jutott tovább   | Nem jutott tovább   |
| Marlies Ross                                                          | 200 méteres vegyesúszás      | 2:16.94   | 28        | Nem jutott tovább | Nem jutott tovább | Nem jutott tovább   | Nem jutott tovább   |
| Rene Warnes                                                           | 400 méteres vegyesúszás      | 4:48.11   | 22        |                   |                   | Nem jutott tovább   | Nem jutott tovább   |
| Jessica Ashley-Cooper Marne Erasmus Tara-Lynn Nicholas Karin Prinsloo | 4 × 100 méteres vegyes váltó | 4:06.46   | 11        |                   |                   | Nem jutottak tovább | Nem jutottak tovább |

## Szinkronúszás
| Versenyző(k)                      | Verseny               | Selejtező | Selejtező | Döntő             | Döntő             |
| Versenyző(k)                      | Verseny               | Pont      | Helyezés  | Pont              | Helyezés          |
| --------------------------------- | --------------------- | --------- | --------- | ----------------- | ----------------- |
| Emma Manners-Wood                 | Egyéni szabad program | 61.140    | 33        | Nem jutott tovább | Nem jutott tovább |
| Kerry Beth Norden                 | Egyéni rövid program  | 62.600    | 32        | Nem jutott tovább | Nem jutott tovább |
| Emma Manners-Wood Laura Strugnell | Páros szabad program  | 62.550    | 36        | Nem jutott tovább | Nem jutott tovább |

## Vízilabda

### Férfi
Csapattagok
- Dwayne Flatscher
- Etienne Le Roux
- Devon Card
- Ignardus Badenhorst
- Nicholas Rodda
- Jason Kyte
- Richard Downes
- Ryan Bell
- Dean Whyte
- Pierre Le Roux
- Nicholas Molyneux
- Adam Kajee
- Donn Stewart

#### B csoport
| Csapat                  | M | Gy | D | V | G+ | G- | Gk  | P |
| ----------------------- | - | -- | - | - | -- | -- | --- | - |
| Horvátország            | 3 | 3  | 0 | 0 | 41 | 15 | +26 | 6 |
| Egyesült Államok        | 3 | 2  | 0 | 1 | 31 | 19 | +12 | 4 |
| Kanada                  | 3 | 1  | 0 | 2 | 32 | 32 | 0   | 2 |
| Dél-afrikai Köztársaság | 3 | 0  | 0 | 3 | 14 | 52 | −38 | 0 |

| 2013. július 22. 12:10 | Kanada               | 17–11       | Dél-afrikai Köztársaság | Piscines Bernat Picornell, Barcelona Nézőszám: 335 Játékvezetők: Golijanin (SRB), Rezvani (IRN) |
| 2013. július 22. 12:10 | (4–2, 2–3, 7–4, 4–2) |             |                         | Piscines Bernat Picornell, Barcelona Nézőszám: 335 Játékvezetők: Golijanin (SRB), Rezvani (IRN) |
| 2013. július 22. 12:10 | Constantin-Bicari 4  | Jegyzőkönyv | Card, Bell 3            | Piscines Bernat Picornell, Barcelona Nézőszám: 335 Játékvezetők: Golijanin (SRB), Rezvani (IRN) |

| 2013. július 24. 9:30 | Dél-afrikai Köztársaság | 3–16        | Egyesült Államok | Piscines Bernat Picornell, Barcelona Nézőszám: 600 Játékvezetők: Balfanbajev (KAZ), Ni (CHN) |
| 2013. július 24. 9:30 | (0–4, 1–5, 2–5, 0–2)    |             |                  | Piscines Bernat Picornell, Barcelona Nézőszám: 600 Játékvezetők: Balfanbajev (KAZ), Ni (CHN) |
| 2013. július 24. 9:30 | Bell 2                  | Jegyzőkönyv | Mann 5           | Piscines Bernat Picornell, Barcelona Nézőszám: 600 Játékvezetők: Balfanbajev (KAZ), Ni (CHN) |

| 2013. július 26. 18:50 | Horvátország         | 19–0        | Dél-afrikai Köztársaság | Piscines Bernat Picornell, Barcelona Nézőszám: 800 Játékvezetők: Ni (CHN), Rezvani (IRN) |
| 2013. július 26. 18:50 | (3–0, 4–0, 7–0, 5–0) |             |                         | Piscines Bernat Picornell, Barcelona Nézőszám: 800 Játékvezetők: Ni (CHN), Rezvani (IRN) |
| 2013. július 26. 18:50 | Sukno 5              | Jegyzőkönyv |                         | Piscines Bernat Picornell, Barcelona Nézőszám: 800 Játékvezetők: Ni (CHN), Rezvani (IRN) |

#### Nyolcaddöntők
| 2013. július 28. 9:30 | Görögország          | 13–5        | Dél-afrikai Köztársaság | Piscines Bernat Picornell, Barcelona Nézőszám: 300 Játékvezetők: Abramović (MNE), Cardenuto (BRA) |
| 2013. július 28. 9:30 | (3–2, 3–2, 4–0, 3–1) |             |                         | Piscines Bernat Picornell, Barcelona Nézőszám: 300 Játékvezetők: Abramović (MNE), Cardenuto (BRA) |
| 2013. július 28. 9:30 | Gúnasz 3             | Jegyzőkönyv | öt játékos 1            | Piscines Bernat Picornell, Barcelona Nézőszám: 300 Játékvezetők: Abramović (MNE), Cardenuto (BRA) |

### Női
Csapattagok
- Anke Jacobs
- Kimberly Schmidt
- Kieran Paley
- Christy Rawstron
- Megan Schooling
- Tarryn Schooling
- Kimberly Kay
- Lee-Anne Keet
- Delaine Christian
- Marcelle Keet
- Lindsay Killeen
- Kelsey White
- Thembelihle Mkize

#### B csoport
| Csapat                  | M | Gy | D | V | G+ | G- | Gk  | P |
| ----------------------- | - | -- | - | - | -- | -- | --- | - |
| Ausztrália              | 3 | 3  | 0 | 0 | 45 | 10 | +35 | 6 |
| Kína                    | 3 | 2  | 0 | 1 | 35 | 21 | +14 | 4 |
| Új-Zéland               | 3 | 1  | 0 | 2 | 22 | 35 | −13 | 2 |
| Dél-afrikai Köztársaság | 3 | 0  | 0 | 3 | 10 | 46 | −36 | 0 |

| 2013. július 21. 12:10 | Kína                 | 17–2        | Dél-afrikai Köztársaság | Piscines Bernat Picornell, Barcelona Nézőszám: 150 Játékvezetők: Drury, Littlejohn (GBR) |
| 2013. július 21. 12:10 | (4–0, 4–0, 5–0, 4–2) |             |                         | Piscines Bernat Picornell, Barcelona Nézőszám: 150 Játékvezetők: Drury, Littlejohn (GBR) |
| 2013. július 21. 12:10 | Ma Huanhuan 5        | Jegyzőkönyv | L. Keet, M. Keet 1      | Piscines Bernat Picornell, Barcelona Nézőszám: 150 Játékvezetők: Drury, Littlejohn (GBR) |

| 2013. július 23. 9:30 | Dél-afrikai Köztársaság | 7–13        | Új-Zéland       | Piscines Bernat Picornell, Barcelona Nézőszám: 200 Játékvezetők: Koryzna (POL), Abramović (MNE) |
| 2013. július 23. 9:30 | (2–3, 1–3, 1–3, 3–4)    |             |                 | Piscines Bernat Picornell, Barcelona Nézőszám: 200 Játékvezetők: Koryzna (POL), Abramović (MNE) |
| 2013. július 23. 9:30 | White 3                 | Jegyzőkönyv | Hudson, Myles 4 | Piscines Bernat Picornell, Barcelona Nézőszám: 200 Játékvezetők: Koryzna (POL), Abramović (MNE) |

| 2013. július 25. 18:50 | Ausztrália               | 16–1        | Dél-afrikai Köztársaság | Piscines Bernat Picornell, Barcelona Nézőszám: 200 Játékvezetők: Makita (JPN), Balfanbajev (KAZ) |
| 2013. július 25. 18:50 | (4–0, 5–1, 5–0, 2–0)     |             |                         | Piscines Bernat Picornell, Barcelona Nézőszám: 200 Játékvezetők: Makita (JPN), Balfanbajev (KAZ) |
| 2013. július 25. 18:50 | Lincoln-Smith, Webster 3 | Jegyzőkönyv | White 1                 | Piscines Bernat Picornell, Barcelona Nézőszám: 200 Játékvezetők: Makita (JPN), Balfanbajev (KAZ) |

#### Nyolcaddöntők
| 2013. július 27. 9:30 | Oroszország          | 22–3        | Dél-afrikai Köztársaság | Piscines Bernat Picornell, Barcelona Nézőszám: 100 Játékvezetők: Ni (CHN), Vogel (HUN) |
| 2013. július 27. 9:30 | (5–0, 7–2, 6–1, 4–0) |             |                         | Piscines Bernat Picornell, Barcelona Nézőszám: 100 Játékvezetők: Ni (CHN), Vogel (HUN) |
| 2013. július 27. 9:30 | Beljajeva 5          | Jegyzőkönyv | három játékos 1         | Piscines Bernat Picornell, Barcelona Nézőszám: 100 Játékvezetők: Ni (CHN), Vogel (HUN) |